# 打天下
《打天下》（英語：Warriors Within）是由香港電視娛樂旗下ViuTV所製作的一套電視劇。由「三菱電機」冠名贊助。此劇由歐錦棠身兼監製、編審及主要演員，其他演員包括由談善言、江𤒹生、文頌嫻、葉麗娜領銜主演，並由張建聲、朱栢康、王頌茵、萬斯敏、楊英偉、何華超、李潤祺聯合主演，倉田保昭、魔裟斗、外間哲弘特邀演出。

本劇由2020年4月13日至5月8日，逢星期一至五21:30－22:30，於ViuTV首播。
劇集首播前的製作特輯《打天下製作特輯：一擊入魂》，於2020年4月11日晚上22:45播出。
本劇是香港史上第一部以空手道為題材的電視劇，並前往日本沖繩拍攝外景。
其續作《打天下2》於2022年10月正式開拍，並於2024年4月15日起播出。

## 故事大綱
二十年前，馬剛正（歐錦棠飾）年輕時學習空手道，而且得到日裔師父武田寬賞識，更獲贈送一捲軸，但恰巧遭同門師兄，武田寬的親子武田國全（張建聲飾）看到，亦因此引起其嫉妒。國全後來與剛正比試，被剛正誤傷，令國全喪失到沖繩參與空手道比賽的機會，剛正亦因而代替國全比賽，國全對剛正更含恨在心。剛正在沖繩比賽時約日本空手道高手私鬥，違反門規，武田寬此時因心臟病發去世，國全認定剛正私鬥之事導致父親去世，將剛正逐出師門，心灰意冷的剛正從此與空手道斷絕往來。
二十年後的某天，一位新移民女學生凌小玥（葉麗娜飾）在公園被一班小混混欺凌，已成為麵包師傅的剛正，以及正在備戰2020年東京奧運的準空手道選手莊惠（談善言飾）剛巧路過，兩人毅然出手阻止打鬥卻雙雙被拉上警署，被拉伕上馬的小混混關志浩（江𤒹生飾）亦捲入其中，豈料一眾鬧上警局後，剛正重遇二十年無見、任職社工的空手道師妹莫可麗（文頌嫻飾）。剛正與莊惠在警司警誡下，被逼當上了更新計劃導師，為包括志浩在內的一班小混混教授空手道以抵消檢控。可麗此舉，其實有意激勵師兄剛正重拾對空手道的熱情。開始剛正只想胡混過關，與同樣當上空手道導師的莊惠更是水火不容，後來二人從矛盾日深到最後惺惺相惜，莊惠更放棄導師身份，自願跟剛正學習他的全接觸空手道。社區中心因家長投訴而決定中止空手道班，在沒有任何資金及場地支持下，剛正只好在天橋底以紙皮舖地作為道場，教導莊惠、小玥和志浩等人。「紙皮道場」的事跡越傳越廣，惹起已成為空手道聯會會長的國全眼紅，決意打擊剛正…

## 演員表

### 主要角色
| 演員   | 角色   | 簡介 |
| 歐錦棠 | 馬剛正 | 麵包佬、馬教練、馬老師 空手道黑帶三段 正記麵包店老闆 前建心館空手道場學員暨武田寬徒弟，曾獲其贈送一卷軸 莫可麗、肥龍同門師兄 武田國全之同門師弟，曾與其稱兄道弟，但因與其私鬥並將其打傷，令其失去沖繩大賽資格而結怨，最後和好並聯手對付一當 鐵炮英二之沖繩大賽對手及私鬥對手，均遭其擊敗 其後遭國全指控參與私鬥並遭其逐出道場，並因私鬥令建心館蒙羞且令師傅去世而自責，一度放棄空手道 曉琪前男友 為人固執不妥協，好勝心重，領悟力強，但自遭驅逐道場後性格變得婆媽 雖武術高強，卻對感情異常遲鈍，對可麗之暗示慒然不知，並因師傅過身而與曉琪分手 因圍毆事件被方警司警誡下擔任扶青社空手道更新計劃教練 第二集與莊惠在空手道理念上有衝突，並將其擊敗，但覺愧疚 第四集欲幫莊惠做強化體能訓練並當面請求之，雖遭拒絕，仍暗中提點其如何於復活賽擊敗潘敏英 第五集空手道更新計劃因投訴提早結束，決定開班教授莊惠、志浩、小玥和蠟筆空手道，遇到重重困難，因無法租場而經常轉場，邊走邊練 後因受露宿者張無忌啟發，於天橋下空地成立紙皮道場，曾擔心莊惠等徒弟會以暴易暴去解決問題 第七集因小玥求助而上門阻止其父虐打，可惜小玥媽求情下無奈離開，惟有向可麗求助 第九集與莊惠聯合擊退滋擾張無忌之黑社會，及後因短片瘋傳而遭武田國全親身到紙皮道場「踩場」侮辱挑釁並發生衝突 第十集及時上建心館救正被一當恐嚇的可麗，至第十一集幸好及時趕到幫李猛打走阿細，然而見到徒弟以暴易暴而生氣，罵走他們並一度停教，幾日後重返道場時遭區議員收到空手道總會及居民投訴而勸喻停辦 第十二集因紙皮道場停辦和重新追求可麗、被小玥追求等事而煩惱，但仍提點莊惠勿為打傷李天愛一事而過份自責並要思考為何要學空手道 第十五集厭倦小玥追求並將她趕出道場，其後小玥想通不再追求得以和好 第十八集故意在比試中敗給武田國全，並因李一當威脅公開莊惠打架的影片及莫可麗決定跟隨患病的前夫回英國，決定離開香港前往沖繩 第十九集遠走沖繩最後被莊惠、關志浩及凌小玥說服，返港帶領三人参加比賽 第二十集返回香港，並帶領莊惠、關志浩及凌小玥代表紙皮道場參加空手道隊制賽，同集與武田國全和好，並一同打敗李一當 |
| 談善言 | 莊 惠  | 大師姐、惠惠、莊教練、男人婆、莊小惠 空手道黑帶二段 香港空手道代表隊成員 明圓流空手道場主要學員暨張日鋒徒弟 李天愛空手道宿敵，因張日鋒去世與操控復活賽一事而與其不咬弦 熱愛空手道，為人自尊心強，願為空手道作犧牲，以出戰東京奧運奪金為目標 第一集於東京奧運資格選拔賽中，因臨時調動場次安排及裁判不公，被李天愛擊敗失去入圍資格，並導致張日鋒心臟病發去世 因圍毆事件被方警司警誡下擔任扶青社空手道更新計劃教練 第二集與馬剛正在空手道理念上有衝突，並遭其擊敗，開始曠課並積極準備資格復活賽 第四集馬剛正欲幫自己做強化體能訓練並向自己當面請求，但覺自尊心受損而拒絕 第五集因馬剛正提點下於復活賽擊敗潘敏英，自覺能力不足，決定跟隨其重學空手道 第八集開始香港代表隊集訓，卻跟其他隊員如李天愛性格不合 第九集與剛正聯合擊退黑社會，及後善善告知李天愛父親與武田國全有私下交易，操控復活賽，令天愛入圍代表隊，於集訓中向其質問並發生衝突，更遭其聯合其他隊員排擠 向剛正坦言無法融合兩派空手道而暫別道場練習 第十集回憶日鋒並想通不應區分空手道派系，並從志浩得知道場遭「踩場」一事而回歸道場，更為救李猛而與一當手下阿細交手，至第十一集雖得剛正及時相救，仍遭其責罵，忍不住與其辯駁 第十二集因集訓時打傷李天愛而遭勒令暫停練習，因而內疚，後經剛正及悠雅提點，終於認清自己為何要學空手道 於第十七集得知何善善被黑幫囚禁虐打，前去報復，與阿細在後巷打鬥 於第十九集，與關志浩凌小玥一同前往沖繩尋找馬剛正，並成功說服馬剛正返港帶隊參加比賽，同集在關志浩表白之後拒絕了他 第二十集代表紙皮道場参與空手道隊制賽並獲得勝利，之後代表香港參加東京奧運 |
| 江𤒹生 | 關志浩 | 二師兄 小混混，關仁之子，李猛朋友，以兼職速遞員及販賣「四仔」色情光碟為生 喜歡莊惠，因想追求莊惠而去學空手道，及後剛正發現其潛質而加以栽培 因圍毆事件被方警司警誡下參加扶青社空手道更新計劃 第五集空手道更新計劃因投訴提早結束，決定跟隨馬剛正學習空手道 第八集馬剛正發現自己有潛質，鼓勵參與拳館友誼賽 第九集見證剛正與莊惠擊退黑社會，以及武田國全到紙皮道場對剛正「踩場」侮辱挑釁 第十集為救李猛而跟莊惠、小玥與一當手下阿細交手，至第十一集雖得剛正及時相救，仍遭其責罵，而李猛因同遭責罵而嘲諷自己為追求莊惠而學空手道，志浩坦然現真心想學習空手道；父親因輸掉外圍而遭要求一同逃走，無計可施下向莊惠交代自己無法重返道場 第十六集解決之前的問題得以重返道場 於第十九集，與莊惠凌小玥一同前往沖繩尋找馬剛正，並成功說服馬剛正返港帶隊參加比賽，同集向莊惠表白但被拒絕 |
| 文頌嫻 | 莫可麗 | 空手道白帶 前某大牌檔老闆之女暨女少東，因被黑社會滋擾但得馬剛正出手相救，而仰慕之，並去建心館學習空手道，曾向其暗示可發展戀情，奈何無疾而終，及後因其被逐出道場和失蹤而漸放棄空手道，更遠赴英國升學 回港前曾於英國認識Richard並結婚，及後因發現其婚外情而各自分居並回港生活，現跟前夫辦理離婚手續 扶青社總幹事暨註冊社工 空手道更新計劃策劃暨負責人 馬剛正、武田國全、肥龍同門師妹 曾嫉妒小玥，提醒剛正需與其保持距離，免生誤會 第五集不甘心空手道更新計劃因投訴而提早結束，遲遲不肯向所有教練學員公佈 第七集見證剛正成立紙皮道場 第八集為與前夫分居一事而愁煩 第九集至第十集見證武田國全到紙皮道場對剛正「踩場」侮辱挑釁，事後上建心館嘗試勸解國全放低與剛正之恩怨不果，更遭一當恐嚇，後得剛正阻止所救，至第十一集更與其前往營救徒弟 第十八集得知前夫患上癌症，決定離開香港 第二十集在臨離開香港前改變主義留港，並與馬剛正展開戀情 |
| 葉麗娜 | 凌小玥 | 小玥、三師妹 新移民中學生 經常遭同班女生欺負及父親虐打 第一集圍毆事件事主，因此事被方警司警誡下參加扶青社空手道更新計劃 仰慕馬剛正，第十二集想追求剛正 第五集空手道更新計劃因投訴提早結束，決定跟隨馬剛正學習空手道 第七集因父虐打母親和自己而向馬剛正求救 第九集見證剛正與莊惠擊退黑社會，以及武田國全到紙皮道場對剛正「踩場」侮辱挑釁 第十集為救李猛而與一當手下阿細交手，至第十一集雖得剛正及時相救，仍遭其責罵，但仍堅時回紙皮道場準備，向志浩坦白空手道令自己重拾生存意志；更成功救回欺負自己的同學Nic姐 第十二集受Nic姐鼓勵幫忙，主動邀約剛正到室內遊樂場遊玩 第十五集被馬剛正逐出師門，其後不再追求馬剛正得以回道場，也在第十九集跟莊惠和志浩遠走沖繩尋回馬剛正並說服他回港成功 第二十集代表紙皮道場参與空手道隊制賽並獲得勝利 |

### 常設角色
| 演員     | 角色     | 簡介 |
| 張建聲   | 武田國全 | 空手道黑帶三段 武田寬兒子暨首席徒弟 建心館空手道場「二代目」，即第二代館主 港聯空手道總會永遠榮譽會長 李天愛實際空手道教練 李一當朋友暨老闆，與其經營自己名下健身連鎖店，及後因其唆使使用禁藥而遭其搶奪健身連鎖店擁有權 為人心機重重，執著名利正統，視空手道為一己使命，比自己性命更重要 馬剛正、肥龍、莫可麗同門師兄 曾與馬剛正稱兄道弟，但因父親向其贈送懷疑是《武道秘技》卷軸而開始妒嫉之 後因與馬剛正私鬥遭其所傷而失去沖繩大賽資格並結怨，更藉指控剛正與鐵炮英二私鬥而驅逐其出道場，最後和好並聯手對付一當 認為馬剛正令其父去世，自此鄙視和憎恨馬剛正，紙皮道場「踩場」失敗後視其為宿敵，因而開始被一當控制利用 第一集於東京奧運資格選拔賽中，藉臨時調動場次安排及操控裁判，令李天愛擊敗莊惠入圍，並間接導致張日鋒心臟病發 第二集李天愛父親以西華總理主席職位作為酬謝 第七集誤打肥龍，並對剛正復出表現相當不滿，恰巧給一當偷聽到，之後回憶起父親向剛正贈送卷軸之事，仍耿耿於懷 第九集至第十集親身到馬剛正之紙皮道場「踩場」侮辱挑釁，並與其發生衝突，卻不敵平手，心有不甘，終接受一當建議強化體能以超越馬剛正，更拒絕可麗勸解 第十一集指示空手道總會拒絕承認紙皮道場資格，並藉區議員勒令紙皮道場停業，後因與李天愛父親的私下交易，而令空手道總會遭非議 第十四集受禁藥副作用而影響到精神狀態之下，簽署了被李一當偷偷把公司轉讓合約冒充財務報表，被李一當搶奪健身連鎖店擁有權 第十八集在比試中打敗故意留力的馬剛正 第二十集與馬剛正和好，兩人更合力將李一當繩之於法 |
| 朱栢康   | 李一當   | 一當、阿當 武田國全健身連鎖店之屬下教練，及後成為得力助手，協助經營健身連鎖店及職業拳賽 拳館資深教練大東之徒弟暨拳館老闆，有黑社會背景 前金腰帶冠軍拳手，因拳賽中大腿肌肉斷裂而被逼在生涯頂峰時引退，自此性情大變，曾打走自己女友，對引退一事仍耿耿於懷，倚賴止痛針及酗酒減輕心理創傷 性格憤世偏激，自卑執著，深藏不露，貪得無厭，手段兇殘，且心術不正 利用及操控武田國全以實現搶奪健身連鎖店擁有權之陰謀 利用職業拳賽開設外圍投注 隱瞞國全經營毒品禁藥生意，利用拳館運毒，更唆使國全服用禁藥 第七集本來上建心館向國全推銷禁藥，但無意偷聽到其對馬剛正復出之不滿 第八集向肥龍打探馬剛正身世，並警告大東勿再與馬剛正接觸 第九集以網絡瘋傳短片唆使武田國全對付馬剛正，去紙皮道場「踩場」，至第十集見證國全「踩場」失敗，並成功說服國全強化體能，以便操控之，並恐嚇莫可麗，後得剛正阻止 第十二集為說服國全服用禁藥，把禁藥打在自己身上，以展示爆發力 第十四集趁國全受禁藥副作用而影響到精神狀態之下，偷偷把公司轉讓合約冒充財務報表給其簽署，成功搶奪國全健身連鎖店擁有權 第二十集被武田國全設局令其陰謀敗露，最後被武田國全及馬剛正二人合力繩之於法 |
| 劉 泉    | 李 猛    | 阿猛 關志浩好友 小混混 為人功利主義，欺善怕惡 第一集因拉伕志浩參與圍毆事件但逃脫而令志浩被拘捕 第九集志浩帶自己參觀紙皮道場而遭小玥追打復仇，事後見證武田國全到紙皮道場對剛正「踩場」侮辱挑釁 第十集因在酒樓外噴大字追數而遭一當手下阿細等人追打而向志浩求救 第十一集雖得剛正及時打走阿細，仍遭其責罵，事後向志浩洩憤，並嘲諷志浩只為追求莊惠而學空手道，後來更與其翻臉並失蹤 第十四集轉到李一當拳館當訓練助理，以自己作為阿細訓練的人肉沙包 第十六集在關仁不知情下誘騙他參與販毒勾當 |
| 施瑋延   | 畢立仁   | 蠟筆 扶青社空手道更新計劃學員 為人滑頭，愛插科打諢，因身子較為孱弱，視空手道為強身健體之用 第五集空手道更新計劃因投訴提早結束，決定跟隨馬剛正學習空手道 第九集見證並拍攝上載剛正與莊惠擊退黑社會的短片，於網絡內瘋傳，以及武田國全到紙皮道場對剛正「踩場」侮辱挑釁 第十一集從小玥得知剛正停教 |
| 王頌茵   | 何善善   | 善善 莊惠好友及宿友 網絡紅人，經營化妝品網店生意 經常與莊惠出雙入對，更陪伴支持其爭取東京奧運資格，付出而不求回報，曾被莊惠誤會冷待 第九集告知莊惠李天愛父親與武田國全有私下交易，懷疑操控資格賽，令天愛入圍代表隊 第十二集初遇並收留悠雅，後聯袂悠雅、莊惠一同參加MV拍攝比賽 第十六集為協助莊惠恢復狀態而從阿細處購得禁藥 第十七集被喇叭認為是傳媒卧底，被喇叭囚禁虐打，後來被阿細釋放 |
| 何華超   | 張日峰   | 明圓流空手道場館主及教練 莊惠啟蒙恩師暨師傅 第一集於東京奧運資格選拔賽因臨時調動場次安排及裁判不公而心臟病發去世 第十集出現於莊惠回憶中及引導其放棄分派想法 |
| 黃溢濠   | 阿 細    | 李一當手下，在旗下拳館當拳手暨打手，有黑社會背景 第六集被一當作活體試驗禁藥，因藥效驚人，而自此對禁藥上癮 第十集因追打李猛而與莊惠、小玥、志浩交手，並即場打禁藥強化力量，將一干人打傷，之後遭剛正及時打走 第十四集以李猛為人肉沙包打禁藥訓練 第十七集與莊惠打鬥時因服用過量禁藥而猝死 |
| 黎梓駿   | 喇 叭    | 李一當手下，協助其經營毒品禁藥生意 |
| 楊英偉   | 莊惠父   | 會計師 思想守舊，唯利是圖，總是想把女兒送到英國讀書，反對女兒學習空手道 但仍擔心女兒，暗中扶助之 |
| 萬斯敏   | 莊惠母   | 思想守舊，唯利是圖，總是想把女兒送到英國讀書，反對女兒學習空手道 但仍擔心女兒，暗中扶助之，並提醒其勿令好友感到辛苦有負擔 |
| 李潤祺   | 關 仁    | 關志浩父親 小混混 嗜賭成性 第十一集因賭外圍輸掉而要求志浩一同逃走 第十六集在不知情下參與販毒，為逃避警察而將毒品棄掉，因而被黑幫追殺，與關志浩逃亡時因保護他而被黑社會打至重傷被送入醫院，及後第十七集甦醒 |
| 王思欽   | 凌小玥母 | 小玥媽 阿凌妻子，與女兒同為新移民，經常遭丈夫虐打，但仍默默忍受，希望女兒成長，不如意時會外出栽種盆栽 第七集因遭丈夫虐打而遭馬剛正上門所救，惟擔心失去經濟支柱，向其求情放過丈夫 第十五集於小玥的勸諭之下提出與丈夫離婚 |
| 高翰文   | 凌小玥父 | 阿凌 中港貨櫃車司機，有酗酒習慣，生性多疑 經常懷疑妻子出軌並虐打妻女 第七集因虐打妻女而遭馬剛正上門阻止 第十五集因腳踢妻子而被其女兒阻止，在妻子的勸諫之下離婚 |
| 李剛慧   | 李天愛   | 莊惠空手道宿敵 第一集於東京奧運資格選拔賽中，藉武田國全臨時調動場次安排及操控裁判，擊敗莊惠入圍 第二集其父以西華總理主席職位酬謝武田國全 第八集與莊惠進行香港代表隊集訓 第九集於集訓中遭莊惠質問指控武田國全操控資格賽一事，卻否認並揚言自己有能力擊敗莊惠，後與其發生衝突 及後聯合其他隊員排擠莊惠 第十二集因父親與國全私下交易新聞而影響心情，更與莊惠集訓時遭其打傷 第十三集因拒絕被代表隊教練Ricky追求，而被他不停強逼自己操練 第十四集與莊惠和好，並與莊惠一同從Ricky手中搶回體罰運動員的證據 |
| 麥沛東   | 肥龍     | 建心館空手道場學員 武田寬徒弟 馬剛正、武田國全、莫可麗同門師弟 武田國全近身行政助理，協助經營健身連鎖店及職業拳賽 於第二集向莫可麗透露馬剛正與武田國全之積怨事跡 第七集領李一當上建心館卻遭國全誤打 第八集向李一當透露馬剛正復出一事 第九集隨武田國全到馬剛正之紙皮道場，見證其對剛正「踩場」挑釁 第十集向剛正及可麗提及國全為何踩場及與李一當關係，並擔心剛正及叮囑其照顧可麗 第十七集打算向武田國全揭露李一當利用健身室進行非法勾當，反被李一當威脅揭露他虧空公款，故辭職並與妻兒離開香港 |
| 袁綺雯   | 曉琪     | 馬剛正前女友，因其突然分手與失蹤而改嫁他人，於剛正與其徒弟偷偷在大廈天台教授空手道時重遇 第十一集得知自己患癌，向剛正告別，仍提點其要重新追求可麗 |
| 歐陽德勛 | Richard  | 莫可麗前夫，於英國認識並結婚，多年前因遭其發現婚外情而各自分居並留在英國，雖辦理離婚手續中，仍欲挽留可麗 |

### 其他角色
| 演員   | 角色                       | 簡介 | 出場集數             |
| 林泳淘 | 悠雅                       | 馬來西亞華僑，模特兒 善善、莊惠新同住宿友 本來港參加動漫比賽，因逃避威脅自己的勢力人士而露宿街頭，及後遇到剛正、莊惠、善善而收留之，並聯袂善善、莊惠一同參加MV拍攝比賽，雖然結果落敗，仍心存感恩及鼓勵莊惠，並決定回馬來西亞發展 | 12                   |
| 彭思穎 | Nic姐                      | 欺負小玥之中學同學 第十一集得小玥相救 第十二集鼓勵幫忙小玥主動追求馬剛正 | 1, 2, 11, 12, 14, 15 |
| 庾春鳳 | Madam朱                    | | 1, 8                 |
| 佘世騰 | 方警司                     | | 1, 2                 |
| 陸梓軒 | 麵包舖中童街坊             | | 1                    |
| 李家傑 | 老陳                       | 西裝友熟客 | 1                    |
| 廖賢志 | 楊爾偉                     | 港聯空手道總會會長 | 1                    |
| 魏沛林 | 陳哲泉                     | 港聯空手道總會委員 | 1                    |
| 羅沛琪 | 武田國全秘書               | | 1, 2                 |
| 任咨華 | 東京奧運資格選拔賽裁判     | | 1                    |
| 文駿銘 | 東京奧運資格選拔賽裁判     | | 1                    |
| 陳健俊 | 東京奧運資格選拔賽裁判     | | 1                    |
| 陳嘉健 | 東京奧運資格選拔賽裁判     | | 1                    |
| 佘家欣 | 東京奧運資格選拔賽選手     | | 1                    |
| 曾俊詠 | Simon                      | 東京奧運資格選拔賽經理 | 1                    |
| 蔡從合 | 教練                       | | 1                    |
| 陳裕昌 | 李天愛教練                 | | 1                    |
| 關耀輝 | 東京奧運資格選拔賽工作人員 | | 1                    |
| 何采恩 | 護士                       | | 1                    |
| 黎美萱 | 芳柔                       | | 1                    |
| 羅金成 | 卓教練                     | | 4, 5                 |
| 慧靈   | 潘敏英                     | | 4, 5                 |
| 林嘉婷 | 莊惠隊友甲                 | | 4, 5                 |
| 焚思蕊 | 莊惠隊友乙                 | | 4, 5                 |
| 郭汶慧 | 莊惠隊友丙                 | | 4, 5                 |
| 徐貫國 | 李炳南                     | 區議員，阻止馬剛正在天橋底作紙皮道場 |                      |
| 蕭新泉 | 西華五苑主席               | 西華五苑主席 | 2                    |
| 黃清俊 | 張無忌                     | 露宿者 執紙皮而認識馬剛正，並啟發馬剛正建立紙皮道場 後不斷被黑社會滋擾強逼搬走，曾受剛正及莊惠出手擊退 | 7-10                 |
| 藍靖   | 大東                       | 李一當拳術恩師暨其拳館資深教練 認識馬剛正 清楚李一當之過去 一直想勸導一當放棄偏激思想及毒品生意，奈何無法成功 第八集應剛正邀約，在拳館搞拳術空手道交流賽 第十集向剛正透露一當之過去                                              | 8, 10                |
| 梁浩楷 | Ricky                      | 香港空手道代表隊主教練 不滿莊惠融合兩派空手道打法及對其他隊員之態度 第十二集因莊惠打傷李天愛而勒令莊惠暫停參與集訓 第十三集不停強逼受傷的李天愛操練 第十四集被莊惠於閉路電視發現偷竊兼向李天愛施行體罰                           | 8, 9, 12-14          |
| 黃泊濤 | 禁藥推銷員                 | | 6                    |

### 特邀演出
| 演員     | 角色     | 簡介 | 出場集數       |
| 倉田保昭 | 武田寬   | 空手道黑帶三段 建心館空手道場「一代目」，即第一代館主 武田國全之父親暨師傅 馬剛正之師傅暨恩師，曾向其贈送一捲軸 因兒子與剛正私鬥受傷而吩咐剛正代參與沖繩空手道大賽 更突然去世 | 1-3            |
| 魔裟斗   | 鐵炮英二 | 空手道黑帶三段 馬剛正代武田國全參加沖繩空手道大賽之對手，曾打敗馬剛正，後更與剛正進行私鬥 石嶌秀男之師父, 後去世                                                              | 3              |
| 外間哲弘 | 岩間老師 | | 19             |
| 石嶌良一 | 石嶌秀男 | 鐵炮英二之徒弟 | 13, 14, 19, 20 |

## 每集列表
| 集數 | 標題                     | 播出日期      | 劇情綱要 | 備註   |
| ---- | ------------------------ | ------------- | --- | ------ |
| 01   | 空手道更新計劃           | 2020年4月13日 | 備戰東京奧運的空手道運動員莊惠路見不平，與開麵包店的馬剛正一同救下高中生凌小玥，三人與小混混關志浩一同被拉上差館。莊惠幾乎因此喪失選拔賽資格，教練張日峰力爭才保住，但莊惠仍在選拔賽上被陰招暗算，張日峰激動猝逝，莊惠亦失神落敗。 |        |
| 02   | 懷疑自己實力             | 2020年4月14日 | 原來剛正跟可麗是空手道師兄妹，曾救可麗而傷人，但現在的剛正不欲多提空手道，與莊惠教邊青連道袍都不穿，面對曾是自己師兄的國全更是逃避，可麗看着懷疑。 剛正與莊惠分開教授，其他邊青都選擇莊惠，只有小玥堅持跟剛正。                    |        |
| 03   | 悔恨而遠離空手道         | 2020年4月15日 | 莊惠逃避上空手道課，剛正代訓練邊青，但只有小玥認真練習，令剛正想起往事。可麗追問下，剛正講出當年著迷空手道，向武田國全父親武田寬拜師，與國全更是好友。國全不忿父親偏向剛正，挑釁剛正卻落敗受傷。                                   |        |
| 04   | 重新投入訓練             | 2020年4月16日 | |        |
| 05   | 拜師重新學習             | 2020年4月17日 | |        |
| 06   | 密謀讓拳手使用禁藥       | 2020年4月20日 | |        |
| 07   | 天橋底鋪紙皮作道場       | 2020年4月21日 | |        |
| 08   | 爭取實戰經驗             | 2020年4月22日 | |        |
| 09   | 不尊重空手道             | 2020年4月23日 | |        |
| 10   | 隔空交流                 | 2020年4月24日 | 國全與剛正對打不敵，一當推波助瀾，國全更恨。剛正因國全憶往事而消沉，可麗鼓勵，剛正感激欲表白，可麗卻有拒愛之意。可麗轉頭為剛正勸國全，國全視空手道為生命，不屑可麗剛正不尊重空手道，可麗更被一當威脅，幸剛正肥龍趕到救人。         |        |
| 11   | 放棄空手道               | 2020年4月27日 | 三人被阿細打傷，幸好剛正趕到救人，但氣眾人好勇鬥狠，拒絕再教。小玥堅持去紙皮道場，志浩則借送件工作繼續操練，並向小玥表示空手道令本來毫無目標意義的人生有了期待。                                                                   |        |
| 12   | 決心堅持空手道修練的道路 | 2020年4月28日 | 莊惠練習賽打傷天愛被停止訓練，不想坦白，但始終被善善發現，善善只好向剛正求救。剛正勸解莊惠放下內疚，莊惠開始思索張日峰及奧運外，其他打空手道的理由。可麗及小玥同時約會剛正，剛正因怕失敗而拒絕可麗，赴小玥約，令小玥誤會更深。     |        |
| 13   | 紙皮道場重新開幕         | 2020年4月29日 | 莊惠四出為紙皮道場找尋場地，終於以免費清潔換劇場租金，紙皮道場重新開幕。港隊教練借訓練向天愛示好，天愛拒絕。教練逼天愛帶傷加操報仇，莊惠阻止，並向天愛道歉，二人和好。小玥被父親搶補習費，母親不再忍，向剛正求職賺錢。             |        |
| 14   | 神秘日本人到紙皮道場挑戰 | 2020年4月30日 | 神秘日本人到紙皮道場挑戰，莊惠及小玥不敵，剛正從蠟筆拍攝的片段中，發覺對方全無惡意，但風格似曾相識。國全忍不住用禁藥，情緒及精神飄忽，一當乘機騙取健身室管理權。一當怕國全打敗剛正後不再服藥，唯有設計延遲二人決戰。               |        |
| 15   | 小玥拒絕回道場           | 2020年5月1日  | 剛正故意忽略小玥，小玥失落，拒操練。剛正到學校勸小玥回道場，小玥拒絕，並因妒忌挑戰莊惠作為畢業賽，卻誤傷對方，剛正怒趕小玥。可麗得知事件後，主動找小玥，並說穿小玥對剛正的戀父情結轉移，小玥大哭。                                 |        |
| 16   | 紙皮道場終齊人           | 2020年5月4日  | 小玥為回到紙皮道場，再次展示初學空手道的認真，剛正見狀，決意原諒小玥，紙皮道場終齊人。剛正掛起紙皮道場招牌，國全踩場並下戰書。 |        |
| 17   | 卷軸的往事               | 2020年5月5日  | 肥龍找到一當犯罪証據，但一當卻以虧空公款紀錄威脅肥龍離開，肥龍臨走向剛正講出一切。剛正想到師父交托卷軸的往事，再次拿出卷軸。禁藥被傳媒揭發，喇叭以為是善善告發，嚴刑迫供，阿細心軟救走善善。                                       |        |
| 18   | 失去運動員資格           | 2020年5月6日  | 可麗見小玥開朗自信，對未來有期望，替其開心，小玥更勸可麗與剛正一起。國全與剛正對決，國全受藥物影響，剛正猜到國全用藥，不欲與其多戰而認輸。                                                                                         |        |
| 19   | 舉行全球空手道比賽       | 2020年5月7日  | 挑戰紙皮道場的神秘日本人，舉行全球空手道比賽，小玥決定以紙皮道場名義出賽，並要剛正以教練身份簽名；另一邊廂，莊惠不希望剛正代她決定去留，二人與志浩遂根據可麗消息往沖繩找剛正。                                                     |        |
| 20   | 參加空手道比賽           | 2020年5月8日  | 國全找尋剛正卻未有下落，只好找可麗幫忙，國全向可麗坦言，打敗剛正才明白他不想贏，只是不想輸，不想失去建心館和「二代目」的名銜，但當建心館舊人一個個離開，才發現沒有意義。                                                           | 大結局 |

## 製作團隊
| - 監製：歐錦棠、高林豹 - 導演：高林豹 - 執行導演：王宏 - 副導演：蘇明 - 編審：歐錦棠 - 編劇：馮寶怡、木葉、黃國輝 - 場記：梁凱航 - 導演助理：高毓霞、李丹丹 - 行政：張海蓮 - 製片：張秀文 - 執行製片：張子軒 - 助理製片：江志星、梁綾殷 - 製作會計：張夢婷 - 劇務：黎梓駿 - 場務：徐鴻銘、鄧穎聰 - 司機：曹萬剛、崔有成、黃浩然 - 選角主任：萬斯敏 - 日文翻譯：上川智子 - 動作指導：歐錦棠、梁博恩 - 空手道顧問：正道塾翟謙正師範 - 武師：曾仲元、候健文、陳竹音、吳芷晴、王朗然、詹小玲、王偉順、張慧靈、梁冠堯、杜曜宇、曾子傑 | - 美術指導：盧家堯 - 道具助理：王嘉敏 - 道具領班：黃劍光 - 助理：施振雄、陳國傑、李國華 - 服裝：王家欣、章雨莎、馮婷芝 - 化妝：卓碧麗 - 化妝助手：吳婉芬、蕭穎芝 - 髮型：羅文傑 - 髮型助手：任柏俊、周基鑾 - 攝影指導：曾劍峯 - 第二攝影師：李旨溢、李錦波、鄭恒基、黃俊威 - 攝影助手：麥誌軒、張梓佑、高秉聖、周浩嵐 - 機工：劉德平、陳廷亮、陣嘉謙 - 燈光指導：周劍賢 - 燈光助手：吳偉杰 - 電工：黃祥光、梁達忠、陳洛浠、阮振明、陳立文、吳子維、葉志榮、張興洋、黃昭湛、何程楓、曾沛祺 - 收音師：練文明、林錦昌 - 剪接：高佬 - 調色：高佬 - 混音：阿寬 - 音樂總監：麥振鴻 - 原創音樂製作：Trillions Media Limited - 音樂創作助理、結他：麥璟泓 |

## 收視
2020年4月15日，歐錦棠表示，收到電視台通知，劇集收視打破該台過往成績，成為最高收視節目，但他沒查問實際數字。

## 評價
直至2022年2月上旬，此劇在豆瓣網的評分為5.9分，共有137人評價。

## 記事
- 2020年4月9日：此劇14:00於九龍灣ViuTV總部舉行劇集記者會，劇中演員歐錦棠、文頌嫻、談善言、江𤒹生、張建聲、王頌茵及導演高林豹出席。[5]
- 劇集播映期間，逢星期五晚會邀請劇中演員大談拍攝期間趣事及劇情，並在ViuTV官方Facebook專頁進行直播。出席演員包括：
  - 2020年4月17日：歐錦棠、談善言、江𤒹生、王頌茵[6]。
  - 2020年4月24日：歐錦棠、談善言、張建聲、朱栢康[7]。
  - 2020年5月1日：歐錦棠、文頌嫻、萬斯敏、施瑋延[8]。
  - 2020年5月8日：歐錦棠、談善言、江𤒹生、張建聲[9][10]。

## 軼事
- 本劇是江熚生首部主演的電視劇。
- 本劇是歐錦棠、文頌嫻繼2004年無綫電視劇集《驚艷一槍》後相隔16年再度合作。
- 本劇是林泳淘被無綫電視解僱後，於其他電視台亮相的首部電視劇，故此亦是她的首部ViuTV電視劇。

## 流行文化
此劇播映期間正值2019新型冠狀病毒疫情。由於有健身中心出現群體感染，政府下令關閉有關場所。有健身教練因此選擇將健身器材，搬到戶外運動場上課，避免觸犯禁令同時能繼續工作。這做法與劇中紙皮道場概念相似。健身中心已於5月8日有限度重開。

## 外部連結
- ViuTV官方節目重溫 （页面存档备份，存于）
- 《打天下》主題曲 - 千億個或許（MV）的Facebook專頁
- 豆瓣电影上《打天下》的資料 （简体中文）

## 節目變遷
| 香港 ViuTV 星期一至五 21:30－22:30        | 香港 ViuTV 星期一至五 21:30－22:30      | 香港 ViuTV 星期一至五 21:30－22:30 |
| ----------------------------------------- | --------------------------------------- | ---------------------------------- |
|                                           | 打天下 （2020年4月13日－2020年5月8日）  |                                    |
| 監獄醫生 （2020年3月16日－2020年4月11日） | 歎息橋 （2020年5月11日－2020年5月29日） |                                    |